# 1979 en Alberta
Chronologie de l'Alberta
- 1975
- 1976
- 1977
- 1978
- 1979
- 1980
- 1981
- 1982
- 1983

Cette page concerne des événements qui se sont produits durant l'année 1979 dans la province canadienne de l'Alberta.

## Politique
- Premier ministre :  Peter Lougheed du parti Progressiste-conservateur
- Chef de l'Opposition : Robert C. Clark
- Lieutenant-gouverneur :  Ralph Garwin Steinhauer puis Frank Lynch-Staunton.
- Législature :

## Événements
- Le Parc provincial Dinosaur en Alberta est inscrit sur la liste du patrimoine mondial de l'Unesco.
- Mise en service de :
  - la  Bow Valley Square 3  immeuble de bureaux de 116 mètres de hauteur à Calgary[1].
  - du Fifth Avenue Place - East Tower, immeuble de bureaux de 133 mètres de hauteur situé 425 1 Street SW à Calgary[2].
  - du Fifth Avenue Place - West Tower, immeuble de bureaux de 133 mètres de hauteur situé 237 4 Avenue SW à Calgary[3]
  - du Stock Exchange Building, immeuble de bureaux de 124 mètres de hauteur situé 300 5 Avenue SW à Calgary[4].

## Naissances
- 5 janvier : Kyle Calder (né à Mannville ), joueur professionnel canadien de hockey sur glace. Il évoluait au poste d'ailier gauche[5].
- 15 avril : Forrest Gainer, né à Edmonton, joueur de rugby à XV canadien. Il joue en équipe du Canada et évolue au poste de pilier au sein de l'effectif du Stade aurillacois (1,82 m pour 113 kg).
- 22 avril : Kristie Moore (née à Grande Prairie), curleuse canadienne.
- 2 mai : Jason Chimera (né à Edmonton), joueur professionnel canadien de hockey sur glace évoluant pour les Islanders de New York dans la Ligue nationale de hockey.
- 3 juin : Pierre Poilievre, né à Calgary, député fédéral de Nepean-Carleton (depuis 2004).
- 18 juin : Brian McKeever (né à Calgary), biathlète et fondeur handisport canadien. En 2018, il devient le sportif canadien le plus médaillé des Jeux paralympiques.
- 5 juillet : Blue Bennefield (né à Calgary), joueur professionnel canadien de hockey sur glace.
- 3 août : Nicole Evangeline Lilly, dite Evangeline Lilly [ɪˈvænd͡ʒəˌlin lɪli][6] , actrice canadienne, née à Fort Saskatchewan.
- 7 août : Eric Johnson, né à Edmonton, acteur canadien, connu en particulier pour son rôle de Whitney Fordman dans la série Smallville.
- 9 août : Erin Chan, née à Calgary, pratiquante de natation synchronisée canadienne.
- 22 août : Patrick Anderson, né à Edmonton, joueur canadien de basket-ball en fauteuil roulant, classé 4.5 point player (en).
- 23 août : Kyle Nissen, né à Calgary, skieur acrobatique canadien spécialisé dans les épreuves de saut acrobatique. Il débute en Coupe du monde en décembre 1999 et monte sur son premier podium en janvier 2000 (il gagne à Heavenly). Il remporte une deuxième manche en janvier 2006 à Mont Gabriel. Il totalise douze podiums dans cette compétition.
- 26 septembre : David Bissett, né à Edmonton,  bobeur canadien.
- 6 octobre : Curtis Rich (né à Edmonton), joueur professionnel canadien de hockey sur glace.
- 23 octobre : Colin Yukes, né à Edmonton, joueur de rugby à XV canadien évoluant au poste de troisième ligne (1,98 m pour 109 kg).
- 6 novembre : 
  - Travis Banga (né à High River), joueur canadien de hockey sur glace.
  - Brad Stuart (né à Rocky Mountain House), joueur professionnel canadien de hockey sur glace. Il évolue au poste de défenseur[7].